# Michael Jackson's Vision
Michael Jackson's Vision è una raccolta di video musicali del cantante statunitense Michael Jackson, pubblicata nel 2010 postuma dopo la morte dell'artista, che comprende quasi l'intero catalogo dei video e dei cortometraggi realizzati nel corso della sua carriera da solista e con i Jacksons oltre a vari contenuti extra e un video inedito.
È in formato cofanetto in edizione limitata con un libretto di 60 pagine con note di produzione e foto scattate sui set dei video. La copertina è stata creata utilizzando la tecnologia della stampa lenticolare tramite la quale raccoglie in riquadri le immagini in movimento di diciotto diversi video dell'artista.

## Descrizione
Michael Jackson's Vision riunisce 42 video, dieci dei quali precedentemente inediti in formato DVD, e tutti restaurati e rimasterizzati, incluse le versioni integrali di Bad, The Way You Make Me Feel, Black or White, You Rock My World e i videoclip tratti dal film Moonwalker, precedentemente contenuti solo all'interno delle versioni home video del film, ovvero: Speed Demon, Leave Me Alone, Smooth Criminal e Come Together.
Nel cofanetto compaiono le collaborazioni di Jackson con celebri registi come John Landis (Michael Jackson's Thriller e Black or White), Martin Scorsese (Bad), John Singleton (Remember the Time), Spike Lee (They Don't Care About Us) e David Fincher (Who Is It), così come la versione corta di Ghosts, che conta la collaborazione con la leggenda degli effetti speciali Stan Winston e quella della letteratura Stephen King.
Questa uscita segna il debutto del cortometraggio incompiuto di One More Chance, canzone firmata da R. Kelly e contenuta nella raccolta Number Ones del 2003.
I video della raccolta includono apparizioni di icone del cinema, del mondo dello spettacolo e dello sport come Marlon Brando, Chris Tucker, Lisa Marie Presley, Steven Spielberg, John Travolta, Macaulay Culkin, Michael Jordan, Eddie Murphy, Magic Johnson, Naomi Campbell e molti altri.

### Video mancanti
Nonostante si sia fatto il possibile per raccogliere quasi tutti i video in cui Jackson sia comparso sia nella sua carriera solista che coi Jacksons che nelle collaborazioni (Say Say Say con Paul McCartney, Why coi 3T) alcuni video mancano inspiegabilmente all'appello; tra questi il video del singolo 2300 Jackson Street (ultima collaborazione di Jackson coi fratelli nel 1989) e quello per la canzone Whatzupwitu (duetto con Eddie Murphy del 1993), ma anche quello di We Are the World (1985) o le due versioni del video di What More Can I Give (2001/2002).

### Qualità video
Anche se al lancio del cofanetto è stato dichiarato che tutti i videoclip sono stati rimasterizzati, la qualità di molti non è ottimale, come per esempio i video di Remember the Time e Childhood che risultano sgranati e "zoommati", probabilmente per tentare di adattarli al formato 16:9 degli schermi televisivi attuali, o l'audio di Will You Be There che all'inizio risulta tagliato e il video non è uno dei due definitivi (pubblicati precedentemente su Dangerous - The Short Films del 1993 e sul DVD dell'edizione speciale per i 10 anni di Free Willy - Un amico da salvare nel 2003), ma una diversa versione live della canzone così come eseguita da Jackson durante l'MTV's 10th Anniversary Special nel novembre 1991, con diverse inquadrature e angoli di ripresa.

## Tracce
1. Don't Stop 'Til You Get Enough – 4:12
2. Rock with You – 3:22
3. She's out of My Life – 3:35
4. Billie Jean – 4:54
5. Beat It – 4:57
6. Thriller – 13:42
7. Bad – 18:05
8. The Way You Make Me Feel – 9:24
9. Man in the Mirror – 5:03
10. Dirty Diana – 5:05
11. Smooth Criminal – 9:27
12. Another Part of Me – 4:45
13. Speed Demon – 10:08
14. Come Together – 5:40
15. Leave Me Alone – 4:36
16. Liberian Girl – 5:34
17. Black or White (versione senza graffiti) – 11:01
18. Remember the Time – 9:16
19. In the Closet – 6:05
20. Jam – 7:59
21. Heal the World – 7:32
22. Give in to Me – 5:29
23. Who Is It – 6:34
24. Will You Be There – 5:55
25. Gone Too Soon – 3:38
26. Scream – 4:47
27. Childhood – 4:29
28. You Are Not Alone – 5:34
29. Earth Song – 6:44
30. They Don't Care About Us (versione Brasile) – 7:08
31. Stranger in Moscow – 5:33
32. Blood on the Dance Floor (Refugee Camp Mix) – 5:27
33. HIStory/Ghosts – 3:58
34. You Rock My World – 13:30
35. Cry – 4:57
36. Blame It on the Boogie (The Jacksons) – 3:32
37. Enjoy Yourself (The Jacksons) – 3:31
38. Can You Feel It (The Jacksons) – 9:37
39. Say Say Say (Paul McCartney & Michael Jackson) – 4:57
40. They Don't Care About Us (Versione carcere) – 4:52
41. Why (3T con Michael Jackson) – 4:33
42. One More Chance – 4:03

## Accoglienza
La raccolta ha ricevuto critiche entusiaste dai critici musicali che hanno notato come fosse una delle poche raccolte di video di un artista musicale che avesse ancora un senso pubblicare nell'era di YouTube, venendo Jackson considerato come uno dei pionieri e dei maggiori innovatori nel campo dei videoclip. L'Huffington Post lo definì come «un importante e significativo pacchetto di cultura pop» e, anche se ammise che, nel suo insieme, fosse innegabilmente incredibile da varie prospettive, non sarebbe davvero giusto dire che ogni video è un classico, ma descrisse il cofanetto come «quelle che potrebbero essere alcune delle visioni musicali più amate e divertenti mai create».

## Visto censura
Negli Stati Uniti e in Italia la compilation è stata sconsigliata ai minori di 15 anni(in Italia ai minori di 14) per horror e violenza a causa della presenza dei video delle canzoni Thriller, Ghosts e la versione carcere del video della canzone "They Don't Care About Us", tutti e tre rimossi nella versione censurata.